# Juanma Delgado
Juanma Delgado  (Huelva, España, 13 de enero de 1977) es un exfutbolista español, juega como defensa central. Se retiró en 2010.

## Trayectoria
Su primer equipo fue el Ayamonte CF pero su carrera profesional empezó en el Recreativo de Huelva, en 1997. En el 1999 fichó por el Atlético de Madrid B, en el que jugó una temporada y posteriormente en la UD Salamanca. En enero de 2001 fichó por el Racing de Santander, el equipo de su debut en Primera División. 
En 2005 fichó por el Deportivo de la Coruña, en el que jugó dos temporadas, y después por el CD Tenerife. En 2009 se incorporó al Cádiz CF, equipo que cuando debutó en él consiguió su primer gol, ante el Granada 74.

## Clubes
| Club                   | País   | Año        |
| ---------------------- | ------ | ---------- |
| Ayamonte CF            | España | 1995-1997  |
| Recreativo de Huelva   | España | 1997- 1999 |
| Atlético de Madrid B   | España | 1999-2000  |
| UD Salamanca           | España | 2000-2001  |
| Racing de Santander    | España | 2001-2005  |
| Deportivo de la Coruña | España | 2005-2007  |
| CD Tenerife            | España | 2007-2009  |
| Cádiz CF               | España | 2009       |